# FK Partizan Bar
| Radovi u tijeku! |
| Jedan vrijedni suradnik upravo radi na ovom članku! Mole se ostali suradnici da NE UREĐUJU članak dok je ova obavijest prisutna. Koristite stranicu za razgovor ako imate komentare i pitanja u vezi s člankom. Kada radovi budu gotovi predložak će ukloniti suradnik koji ga je postavio na članak! Predložak može svatko ukloniti ako 6 sati nije bilo promjena u članku i njegovoj stranici za razgovor. |

Fudbalski klub "Partizan" ('FK Partizan Bar; FK Partizan; Partizan Bar; Partizan; ćirilica Фудбалски клуб Партизан Бар) je nogometni klub iz Bara, Crna Gora. 

## O klubu
Klub je osnovan 2009. godine pod imenom Hajduk. Do promjene imena u Partizan dolazi 2022. godine. Od sezone 2023./24. klub se ligaški ne natječe. 

## Vanjske poveznice
- fkhajdukbar-pioniri.weebly.com
- Fudbalski klub Partizan Bar , Facebook stranica
- srbijasport.net, Hajduk Bar
- (engl.) int.soccerway.com, Hajduk
- (engl.) worldfootball.net, FK Hajduk
- (engl.) sofascore.com, FK Hajduk Bar
- rezultati.com, Hajduk Bar
- (engl.) transfermarkt.com, Partizan Bar
- (engl.) footballdatabase.eu, Hajduk Bar
- (lit.) futbolas.lietuvai.lt, FK Hajduk Bar
- barinfo.me, Partizan Bar
- sport.barinfo.me, Fudbal